# Créoles
Cet article concerne l'ethnologie. Pour les langues créoles, voir Créole. Pour les autres significations, voir Créole (homonymie).

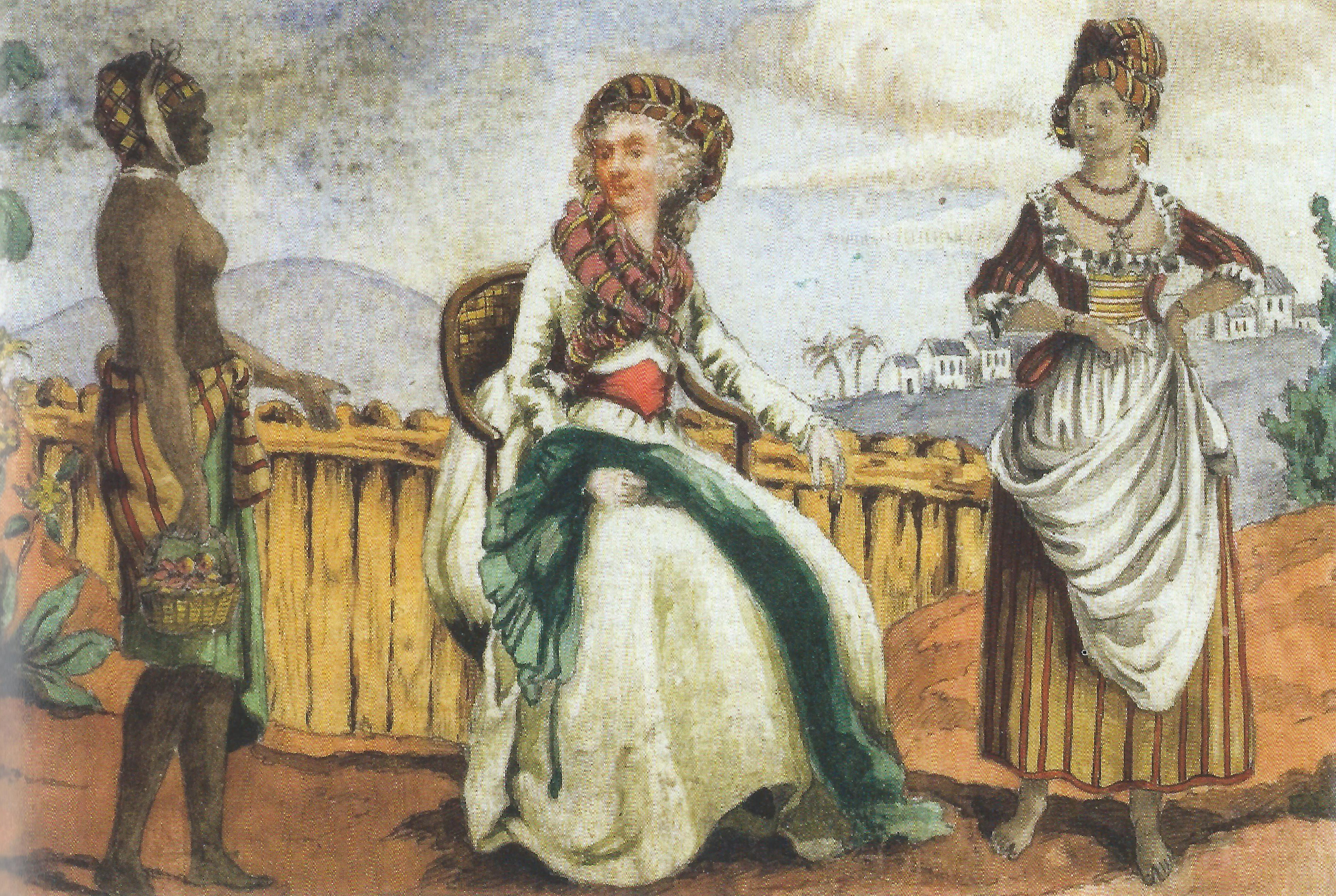
Portrait de Madame Ailhaud, vers 1760. A gauche l'esclave, au centre la propriétaire, et à droite la « mulâtresse ».

Le terme créole, à la fois nom et adjectif, désigne une personne née dans les anciennes colonies européennes d'Amérique et des Mascareignes.
Initialement, il s'agissait des colons « blanc » d’ascendance européenne, puis, par extension, le terme désigne aussi toute personne née dans les anciennes colonies, quelle que soit son ascendance, et inclut donc les descendants des esclaves africains déportés par les Européens.

## Étymologie

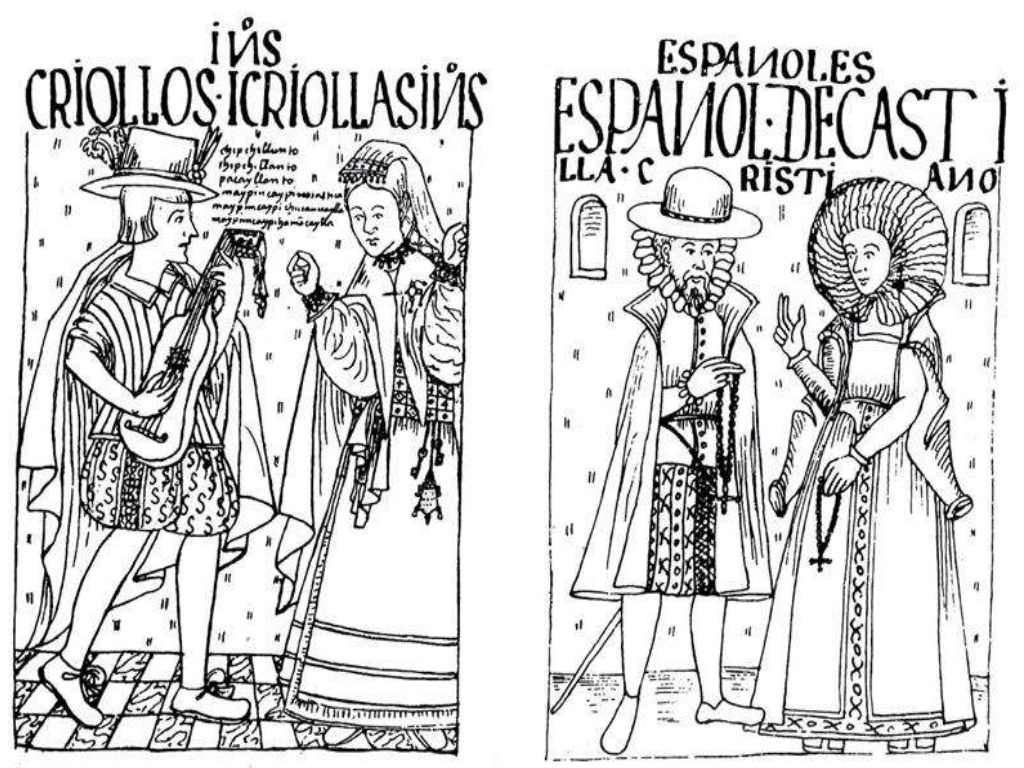
Les Espagnols et leurs descendants nés aux Amériques constituaient le groupe social supérieur de la colonie. Dessin de la Nueva corónica y buen gobiernode Felipe Guamán Poma de Ayala (1615).

Le mot français « créole » vient du mot espagnol criollo, lui-même issu du mot portugais crioulo. Ce dernier dériverait du portugais criar qui signifie « élever », ainsi un Créole serait une personne élevée sur un certain territoire.
L'Espagnol Garcilaso de la Vega écrivait en 1580 dans Histoire des Incas : « Les enfants des Espagnols qui sont nés aux Indes sont appelés criollo ou criolla ; les Noirs donnaient ce nom aux enfants qui leur étaient nés aux Indes, pour les distinguer de ceux qui leur étaient nés dans la Guinée, leur patrie... Les Espagnols ont emprunté d'eux ce nom ».
À l'époque coloniale, tous ceux qui avaient des lignées d'origine étrangère ou européenne recevaient l'adjectif « créole ».

## Histoire

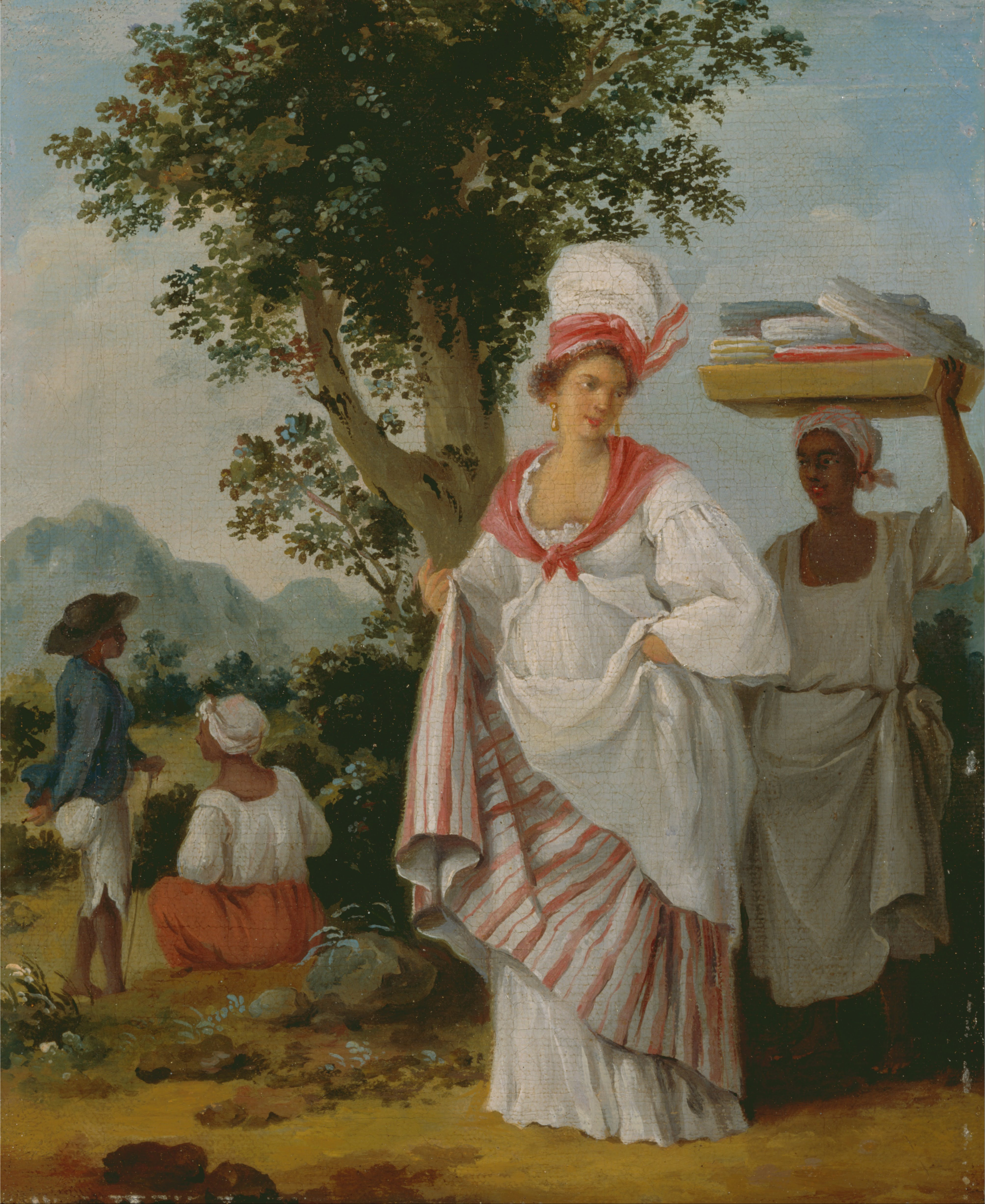
Agostino Brunias, (1728-1796).- Femme créole des Indes Occidentales, vers 1780, avec son esclave.

La première nation créole du monde fut celle des îles du Cap-Vert, découvertes par les Portugais en 1456, et très vite peuplées d'Européens mais également d'Africains déportés mis en esclavage.
Le terme « créole », qui est passé dans les langues française et anglaise entre 1595 et 1605, désigne selon certains dictionnaires une personne née dans une ancienne colonie de parents de type européen.
Cette seule circonstance signifiait que les créoles, bien qu'ils aient pu avoir de nombreux privilèges par rapport aux autres « castes coloniales », se trouvaient désavantagés devant les prérogatives des administrateurs coloniaux d'Europe.

### Selon Élisée Reclus

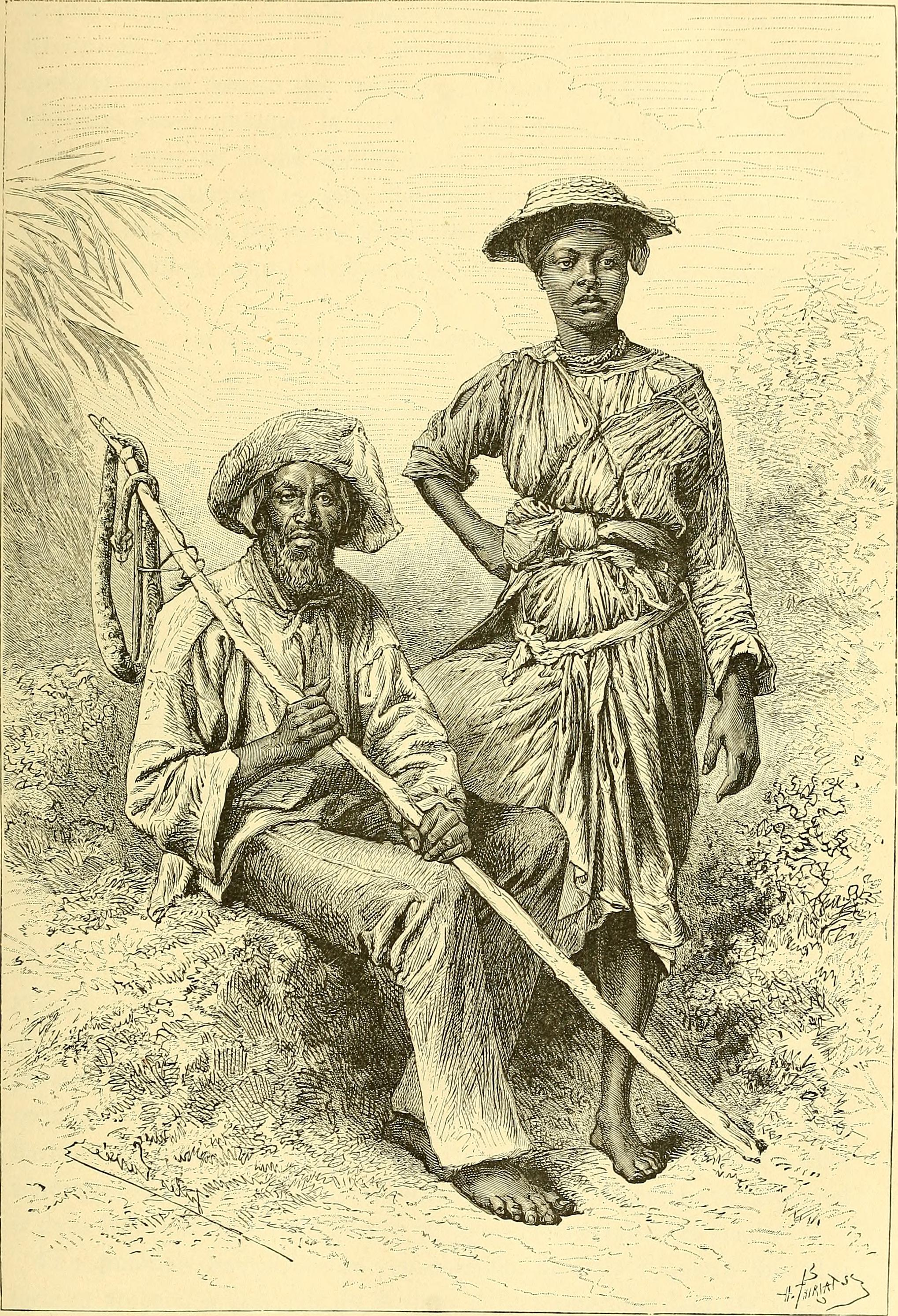
«Types de la Martinique — Nègre chasseur de serpents et négresse charbonnière ». Dessin de J. Lavée, d'après une photographie de M. Fabre, communiquée par la Société de Géographie (1876).

Le géographe français Élisée Reclus définit les Créoles comme ceux « blancs ou gens de couleur, qui sont nés dans les îles » ; il décrit les Créoles des Antilles de cette façon, en 1876 : 
« Malgré les différences d'origine, les « créoles » des Antilles, c'est-à-dire tous ceux, blancs ou gens de couleur, qui sont nés dans les îles, offrent certaines ressemblances dues au milieu. Ils sont d'ordinaire bien faits et de belle taille, vigoureux et souples, d'un courage aventureux, vifs, spirituels, pleins d'imagination et de fantaisie, parfois aussi inconstants, vaniteux et futiles. Le patriotisme local a souvent réuni les créoles de toutes les nuances de peau contre les blancs nouvellement débarqués dEurope. Un fait remarquable, constaté par les voyageurs, est que noirs et gens de couleur se sont modelés dans chaque île sur leurs anciens maîtres et en partagent les qualités et les défauts. Entre les nègres hollandais, anglais, français, espagnols, on observe les mêmes contrastes qu'entre les peuples dont ils ont pris la langue et auxquels ils s'associent de plus en plus par les traditions et le mode de penser. Rien ne rattache le Martinicais à l'Afrique : il est plus français que les Français restés dans quelque combe écartée des montagnes. Quant à la langue, elle est bien française aussi, quoique le nouveau venu ne la comprenne point tout d'abord ; sous sa forme rudimentaire elle est réduite à quelques mots juxtaposés naïvement et sans flexion, toujours prononcés dune façon câline et zézayante. Du moins témoigne-t-elle, surtout dans les proverbes, d'un merveilleux esprit d'observation et d'une étonnante finesse dans l'ironie ».

## Différentes définitions

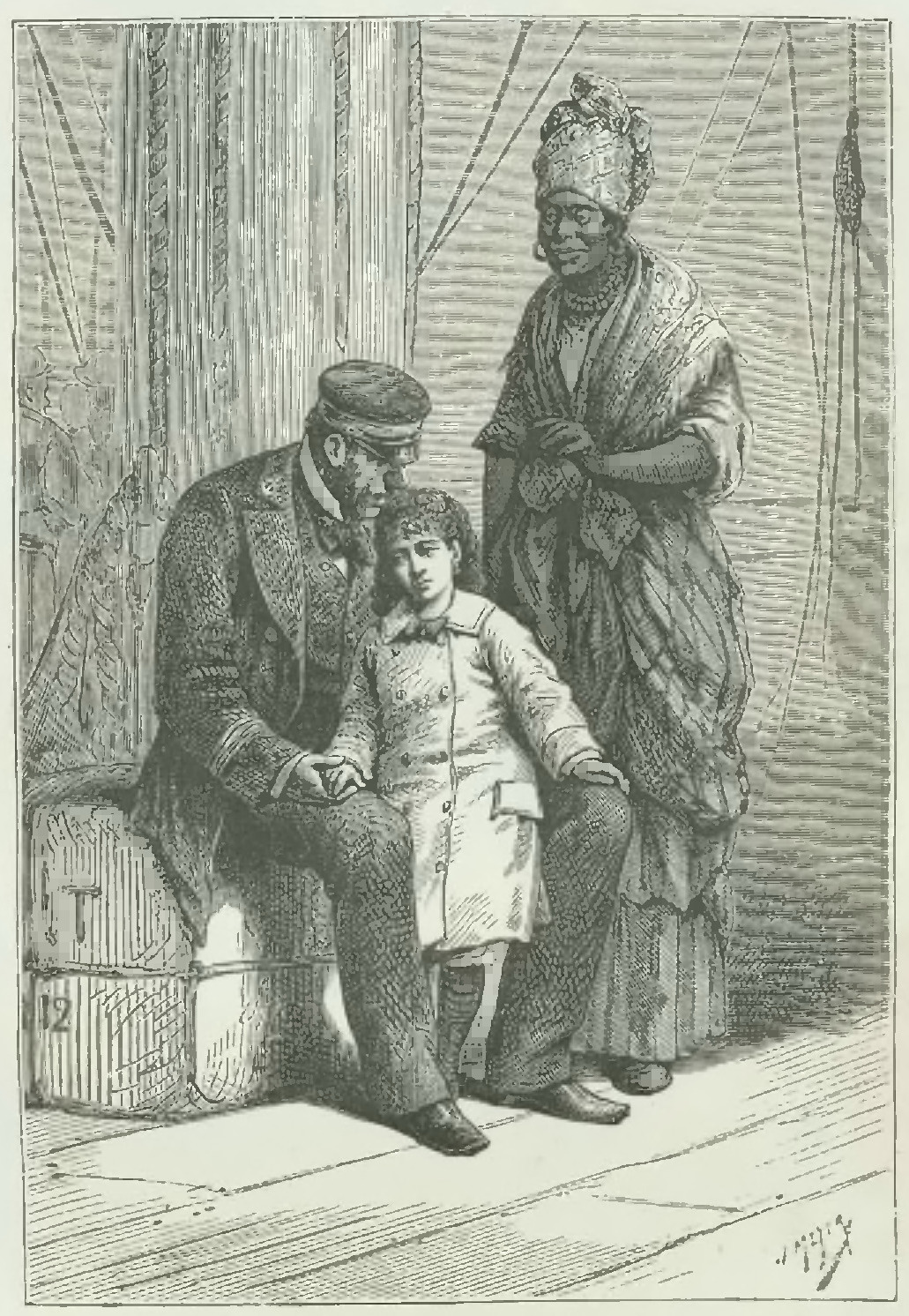
Yette, histoire d'une jeune créole par Thérèse Bentzon (1880).

Selon les dictionnaires de langue française (Larousse et le Robert), est Créole une « personne d'ascendance européenne, ou le plus souvent métissé », née sous les Tropiques de parents venus d'Europe et qui s'y sont installés, par opposition aux non-blancs d'une part, mais aussi par opposition aux Français, Espagnols, Portugais récemment arrivés d'Europe ou simplement de passage sur une île tropicale. Les dictionnaires de langue anglaise par exemple ne proposent pas cette définition raciale des Créoles (sauf exception comme le Merriam-Webster).
Ainsi désignait-on ordinairement sous le nom de la Créole l'impératrice des Français Joséphine de Beauharnais, née à la Martinique.
Ces mêmes dictionnaires en viennent peu à peu à admettre qu'on a aussi désigné sous le terme de « Créole », à partir du XXe siècle, les populations métissées, mais disent-ils c'est par un abus de langage, « par extension », un simple usage.

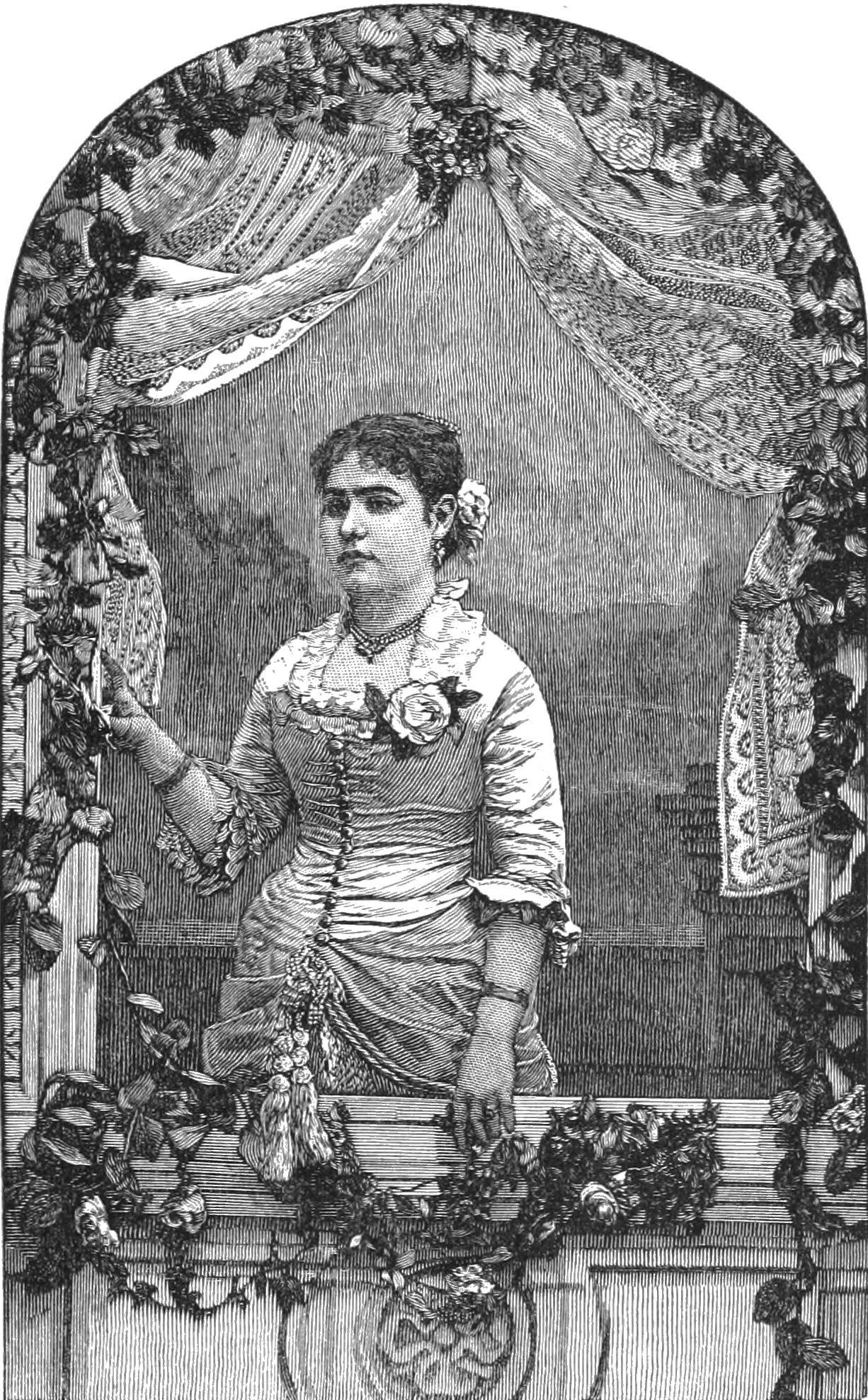
« The beautiful creole », Mexico (1884).

D'une manière très cohérente, les dictionnaires des difficultés de la langue française précisent souvent : ne pas confondre créole et métis ou mulâtre. Les blancs créoles (appelés Békés en Martinique, Grands Blancs en Guadeloupe) sont les plus attachés à la définition donnée par les dictionnaires français. Or, ce que les dictionnaires présentent comme une évolution récente, née de l'usage, constitue le sens originel du mot.
Toutefois pour les Réunionnais, créole désigne une personne aux ascendances diverses née sur place dont les Petits Blancs, les Cafres, les Malbars, les Chinois et les Zarabes ; certains Mauriciens sont aussi considérés comme créoles, par contre les Zoreilles, c'est-à-dire les Français métropolitains, les Karanes ou les Comoriens n'en sont pas, du moins pour ceux de la première génération, même si très peu de ceux nés à la Réunion se sentent créoles. Ce qui renforce la créolité, outre le fait d'être né sur l'île, est l'usage de la langue créole.
La consultation des dictionnaires de langue anglaise, espagnole ou portugaise, et la lecture des textes français antérieurs au règne de Louis XIV et au Code noir, montre que le terme créole n'avait pas à l'origine de signification ethnique : était créole celui qui était né ici de parents venus d'ailleurs, d'où des nègres créoles (nés sur place) par opposition aux Africains amenés en esclavage (appelé « Bossales » en Haïti), mais aussi des poules créoles (nées dans le poulailler), ou des chevaux créoles (dans l'écurie), par opposition à des poules achetées sur le marché ou à des chevaux importés. Des cochons peuvent être désignés comme créoles en Haïti et aux Antilles françaises ; dans ces dernières, le terme peut aussi s'appliquer à des chèvres, des vaches ou des chiens.

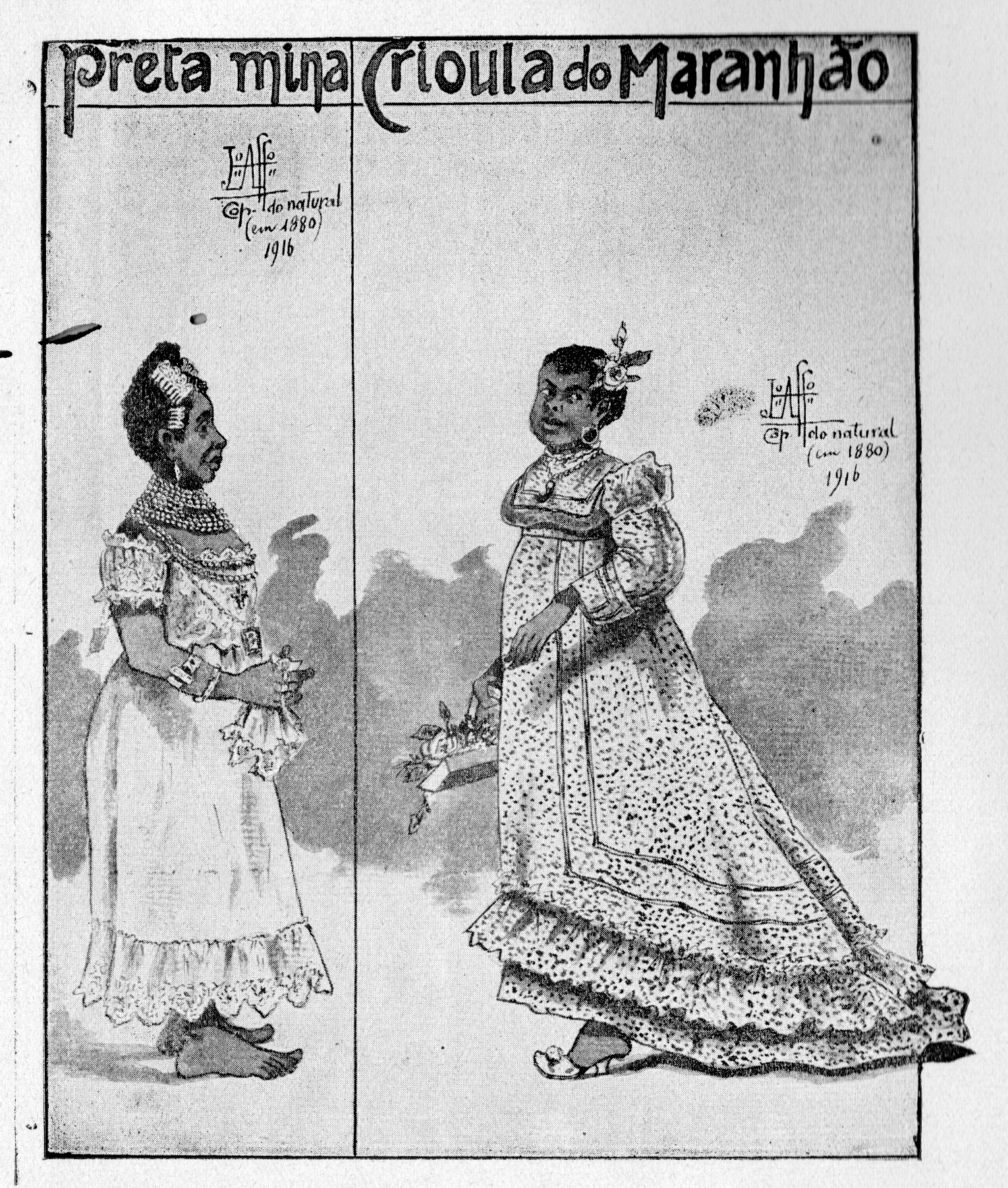
Preta Mina e Crioula do Maranhão (« Fille noire et créole du Maranhão »), Três Séculos de Modas par João Affonso do Nascimento (1923).

Le terme créole revêt donc un sens différent dans les différents territoires. C'est essentiellement en Guadeloupe et Martinique qu'il a été confisqué par l'aristocratie blanche ; de là il est aisément passé en métropole du fait que ces iles sucrières étaient en relations plus régulières et étroites avec la métropole que par exemple la Guyane ou la Réunion. À la Louisiane, le lien avec la métropole ayant très tôt été rompu, le mot créole inclut les hommes de couleur. Dans l'Océan Indien, à l'île Maurice, sont désignés comme créoles les descendants des esclaves ou les personnes ayant plusieurs origines, les blancs mauriciens étant appelés « franco-mauriciens ». À la Réunion, ce terme désigne surtout les descendants métis des premiers colons français, les descendants d'esclaves étant appelés cafres. Dans cette ile, le concept de créolie (à ne pas confondre avec celui de créolité qui est essentiellement antillais), conformément au sens premier du mot créole, n'est pas connoté racialement.
Selon l'interprétation retenue, le terme peut donc contribuer, soit à maintenir une ségrégation fondée sur une hiérarchie raciale, soit à rapprocher tous les Créoles nés sur place de parents venus d'ailleurs (Européens blancs, Africains noirs, Indiens d'Inde, Syro-libanais, etc.) au sein d'une même « identité créole ».

### De nos jours
Actuellement, la créolisation, notion d'anthropologie et de linguistique, désigne essentiellement un processus de création d'une culture (ou d'une langue) nouvelle, à la suite d'un métissage et par émergence spontanée dans un milieu nouveau.
Les partisans du mouvement de la créolité ne sont pas tous d'accord pour que le concept se développe indépendamment de tout ancrage dans une réalité géo-historique définie ; autrement dit, ce concept ne marquerait pas une rupture radicale avec celui de la négritude, inventé par Léopold Sédar Senghor, Aimé Césaire et Léon-Gontran Damas. Il n'y a pas unanimité par exemple pour admettre Saint-John Perse au sein des « lettres créoles ».

## Créolité
D'après Robert Chaudenson, un spécialiste réunionnais, il existe deux grands types de créoles de par le monde, le terme ayant çà et là deux acceptions différentes :
- dans les territoires où la cohabitation de populations d'origines différentes a plus ou moins échoué, est créole celui qui répond à des critères ethniques bien spécifiques, généralement du fait de sa naissance. Ainsi, dans les Antilles françaises ou à Maurice, on appelle créoles les personnes issues d'un groupe bien précis qui dès lors s'oppose aux autres ;
- dans les territoires où la cohabitation de populations d'origines différentes a plus ou moins réussi, est créole toute personne originaire du territoire qui ne correspond pas forcément aux critères qui pourraient le faire entrer à coup sûr au sein des groupes plus précis, notamment du fait du métissage. On y est donc créole par défaut.

Ainsi, à La Réunion, les Créoles sont les individus issus du territoire insulaire, donc ne peuvent être créoles tous ceux qui n'y sont pas nés (Zoreilles, Karanes, Mahorais ou Comoriens de première génération). Les autres communautés comme les Yabs, les Cafres, les Chinois, les Zarabes, les Malbars sont créoles, mais ne seront qualifiés de créoles qu'indirectement, par exemple lorsqu'ils se trouvent dans un groupe qui comporte plusieurs communautés créoles. De plus, l'attrait pour les identités multiculturelles progressant, les jeunes se définissent de plus en plus souvent comme des Créoles, en tout cas si l'on en croit la chercheuse Lucette Labache, et dans ce contexte, on dit de plus en plus souvent créole comme on dirait habitant.

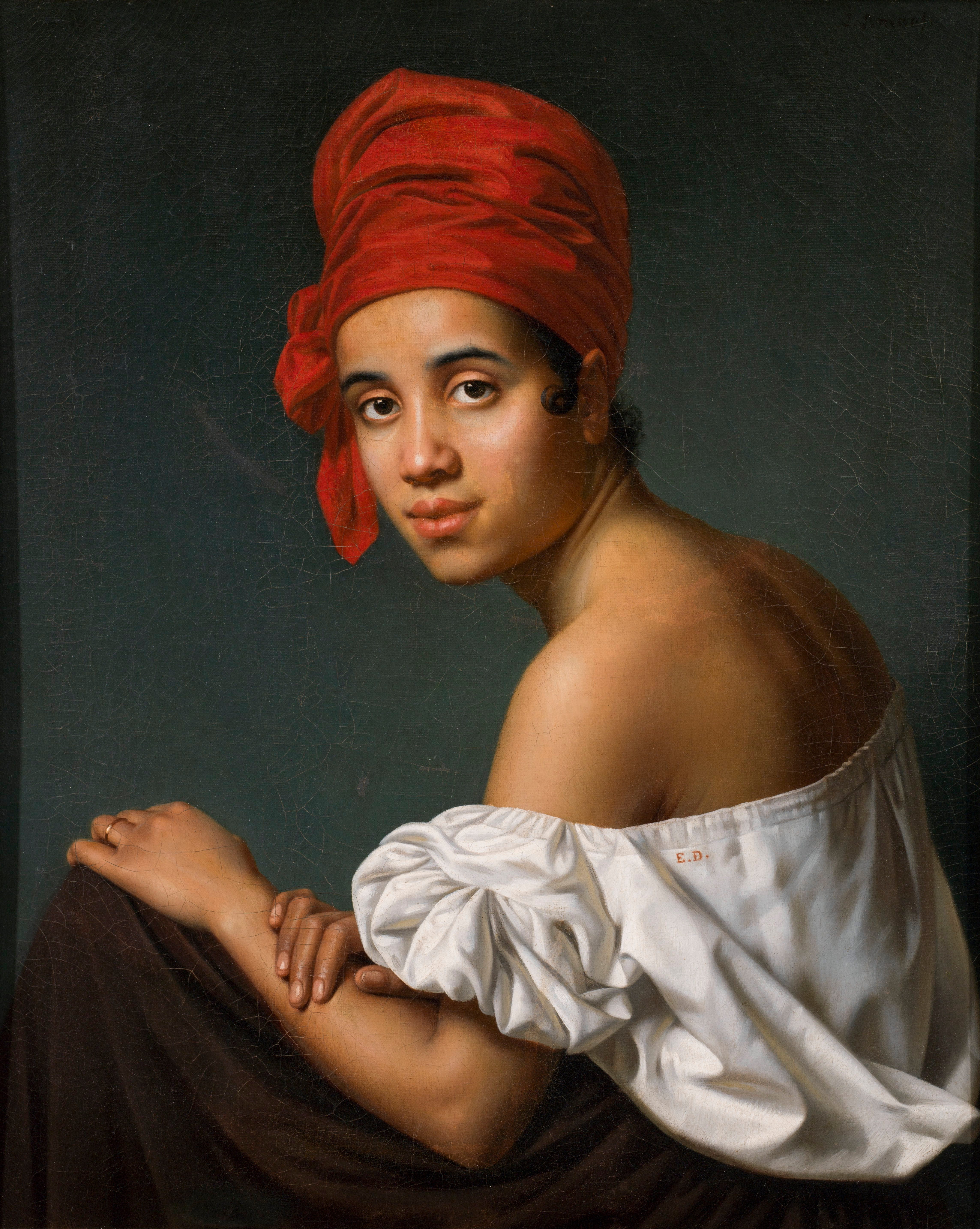
Créole au turban rouge par Jacques Guillaume Lucien Amans (v. 1840).

Le terme est employé notamment à propos des Caraïbes (Guadeloupe, Saint-Barthélémy, Martinique, Haïti, Guyane…), des Mascareignes (La Réunion, Île Maurice…), mais aussi d’autres régions (Hawaï, Cap-Vert, etc.). Dans d'autres langues ou dialectes, on trouve des termes équivalents tels que : criollo, crioulo, creolo, kriolu, criol, kréol, kreyol, kriulo, kriol, krio, etc.
Selon le mouvement littéraire de la créolité, ainsi que l'association « Tous Créoles », est qualifié aussi de créole des systèmes linguistiques mixtes issus du contact entre des populations européennes et autochtones ou déportées, ainsi que les cultures respectives des différentes populations créoles. Djolo, de son nom civil français Jean-Luc Divialle, estime que la langue dite « créole » est l'une des dernières langues parlées de l'Égypte de l'Antiquité. Il en fait la démonstration en utilisant la "méthode Kuma" de Dibombari Mbock.

## Populations créoles

### Amérique espagnole
À l’époque coloniale, les Créoles (criollos, en espagnol) étaient les Espagnols nés en Amérique de lignée européenne. Ainsi, le fait de naître sur le continent américain d'un père et d'une mère d’origine espagnole (que ceux-ci fussent nés en métropole ou pas) faisait d’une personne un Créole.
Malgré leurs nombreux privilèges par rapport aux autres « castes » coloniales, les Créoles étaient désavantagés en ce qui concernait les prérogatives des administrateurs coloniaux : en effet, au XVIIIe siècle, dans les colonies espagnoles d'Amérique, la différence entre « criollos » (nés en Amérique) et « peninsulares » (« péninsulaires », c’est-à-dire nés en Espagne) était déterminante, dans la mesure où les Bourbons n’accordaient le pouvoir politique qu’aux seconds au détriment des premiers, en ne nommant que des administrateurs (vice-rois) « péninsulaires ».
Cette concurrence se mua, avec le temps, en une confrontation active qui augmenta tout au long du siècle : à partir de 1810, de nombreux Créoles prirent parti pour l’indépendance des territoires où ils étaient nés, contre les « péninsulaires » qui souhaitaient les voir rester dans le giron de l’Espagne.

### Créoles de Louisiane

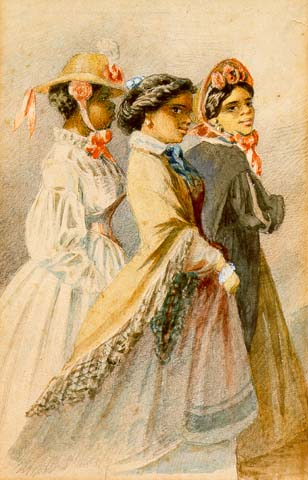
Femmes créoles de la bourgeoisie louisianaise, peinture d'Édouard Marquis (1867).

L'expression « Créole de Louisiane » fait référence aux descendants des colons européens et des esclaves africains qui s'y sont installés, sous le régime français. En Louisiane, l'identité créole peut tromper : elle n'a rien à voir avec la langue créole dit Créole louisianais. De même, les Cadiens et les Créoles sont deux identités et deux langues différentes.
Pendant les colonisations française et espagnole de la Louisiane, l'usage de l'expression « créole », en tant qu'adjectif, était réservée uniquement aux gouvernements coloniaux. On appelait créole toute personne, produit ou animal nés dans la colonie. L'esclave créole valait nettement mieux que l'Africain car il parlait déjà une langue compréhensible aux Français (donc le français ou le créole louisianais) et il était moins réceptif aux maladies dues au climat de la colonie.
La vente de la colonie française de Louisiane en 1803 provoqua une division culturelle entre les francophones de la colonie et les anglo-saxons venus administrer le nouveau territoire. Le premier gouverneur du territoire de Louisiane, William C. C. Claiborne, un anglo-saxon né dans le Tennessee, avait pour premier but d'assimiler la colonie francophone de Louisiane. Rapidement, il allait entrer en opposition avec l'ancienne classe dirigeante francophone.
C'est à partir de ce moment que les anciens habitants de la Louisiane commencent à s'identifier en tant que Créoles pour se distinguer des Anglo-Saxons. À la Nouvelle-Orléans, la rue du Canal allait marquer la frontière linguistique, entre les quartiers de langues française/créole et anglaise. D'où le nom du célèbre Quartier français de la Nouvelle-Orléans, où vivaient les francophones de la ville.
Lorsque le Congrès des États-Unis vota l'abolition de l'esclavage, les mulâtres libres de Louisiane se rangèrent du côté des confédérés esclavagistes. Sous administration française et espagnole de la Louisiane, la loi coloniale reconnaissait trois rangs de la société louisianaise : Blancs, gens de couleur libres et esclaves, ce qui n'existait pas en Nouvelle-Angleterre.

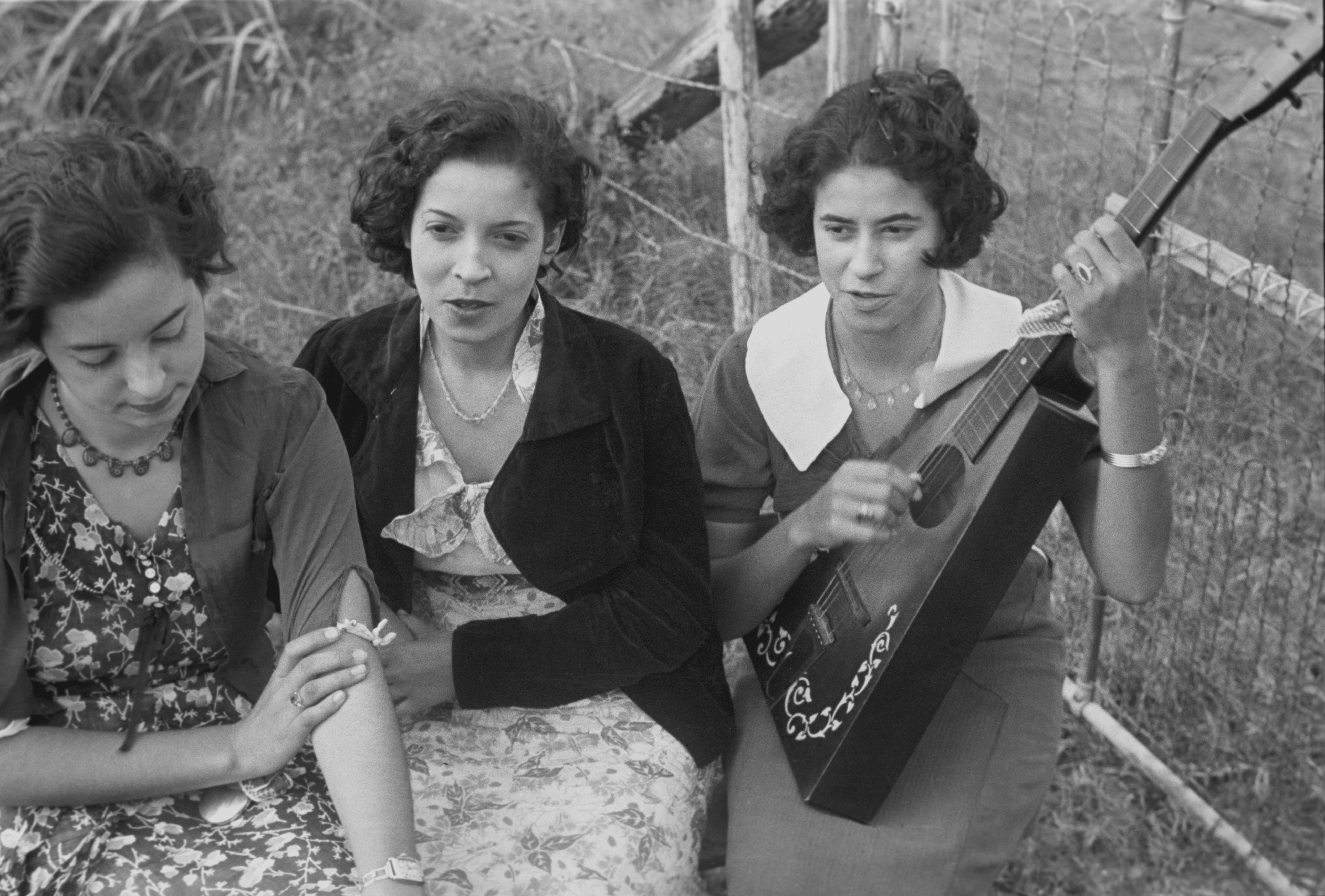
Jeunes Créoles de Plaquemines Parish en Louisiane (1935).

Cette particularité permit l'émergence d'une nouvelle identité dans la colonie, celle des gens de couleur libres. Lorsque l'Union gagna la guerre, l'homme de couleur libre crut son identité menacée par la suppression de l'esclavage, qui le plaçait dans la même catégorie que les anciens esclaves. Comme les Blancs, quelque quarante ans plus tôt, l'ancien homme de couleur libre revendiqua l'appartenance au groupe des Créoles pour faire la distinction avec l'ancien esclave.
Quant aux esclaves francophones, ils ont cherché à se constituer une identité catholique et créolophone. Mais, cette distinction s'est estompée avec le Mouvement des Droits Civiques et le Mouvement de Fierté Noire dans les années 1960, où le Noir devait alors choisir entre une identité créole et l'assimilation à la communauté des Noirs anglophones beaucoup plus influente.
Aujourd'hui[Quand ?], la langue créole de Louisiane est en voie de disparition. Aucun mouvement linguistique officiel n'a été créé pour le préserver.
Mais, l'identité créole est à nouveau revalorisée en raison d'un nouvel engouement pour la langue française cadienne, encouragé par l'État.
- Zarico
- la cuisine créole de Louisiane